# Dni, których nie znamy
Dni, których nie znamy – piosenka z repertuaru piosenkarza Marka Grechuty. Autorem muzyki był Jan Kanty Pawluśkiewicz, tekst napisał sam Grechuta. Kompozycja, znana publiczności od 1970 roku, ukazała się oficjalnie w 1971 roku na albumie solowym wokalisty pt. Korowód.
Jako jedna z najpopularniejszych piosenek w historii polskiej muzyki rozrywkowej doczekała się licznych interpretacji, w wykonaniu m.in. Michała Bajora, Kr’shna Brothers, Meza, Anny Treter, Plateau, Kamila Bednarka oraz duetów Grzegorza Turnaua i Doroty Miśkiewicz, oraz Maryli Rodowicz i Piotra Kupichy.
Utwór jest uważany przez kibiców za nieoficjalny hymn klubu piłkarskiego Korona Kielce.